# The Winning Team
The Winning Team (Combinação Invencível, no Brasil) é um filme biográfico estadunidense  de 1952 dirigido por Lewis Seiler. É uma biografia ficcional da vida do jogador de beisebol Grover Cleveland Alexander (1887–1950), estrelado por Ronald Reagan e Doris Day.

## Sinopse
Problemas de saúde e alcoolismo afastam Grover Cleveland Alexander do beisebol, mas por meio de esforços fiéis de sua esposa, ele tem a chance de um retorno e redenção.

## Elenco
- Doris Day ... Aimee Alexander
- Ronald Reagan ... Grover Cleveland Alexander
- Frank Lovejoy ... Rogers Hornsby
- Eve Miller ... Margaret Killefer
- James Millican ... Bill Killefer
- Russ Tamblyn ... Willie Alexander
- Gordon Jones ... George Glasheen
- Hugh Sanders ... Joe McCarthy
- Frank Ferguson ... Sam Arrants
- Walter Baldwin ... Pa Alexander
- Dorothy Adams ... Ma Alexander
- Bob Lemon ... Jesse 'Pop' Haines
- Jerry Priddy ... arremessador
- Peanuts Lowrey ... arremessador
- George Metkovich ... arremessador